# Goal line

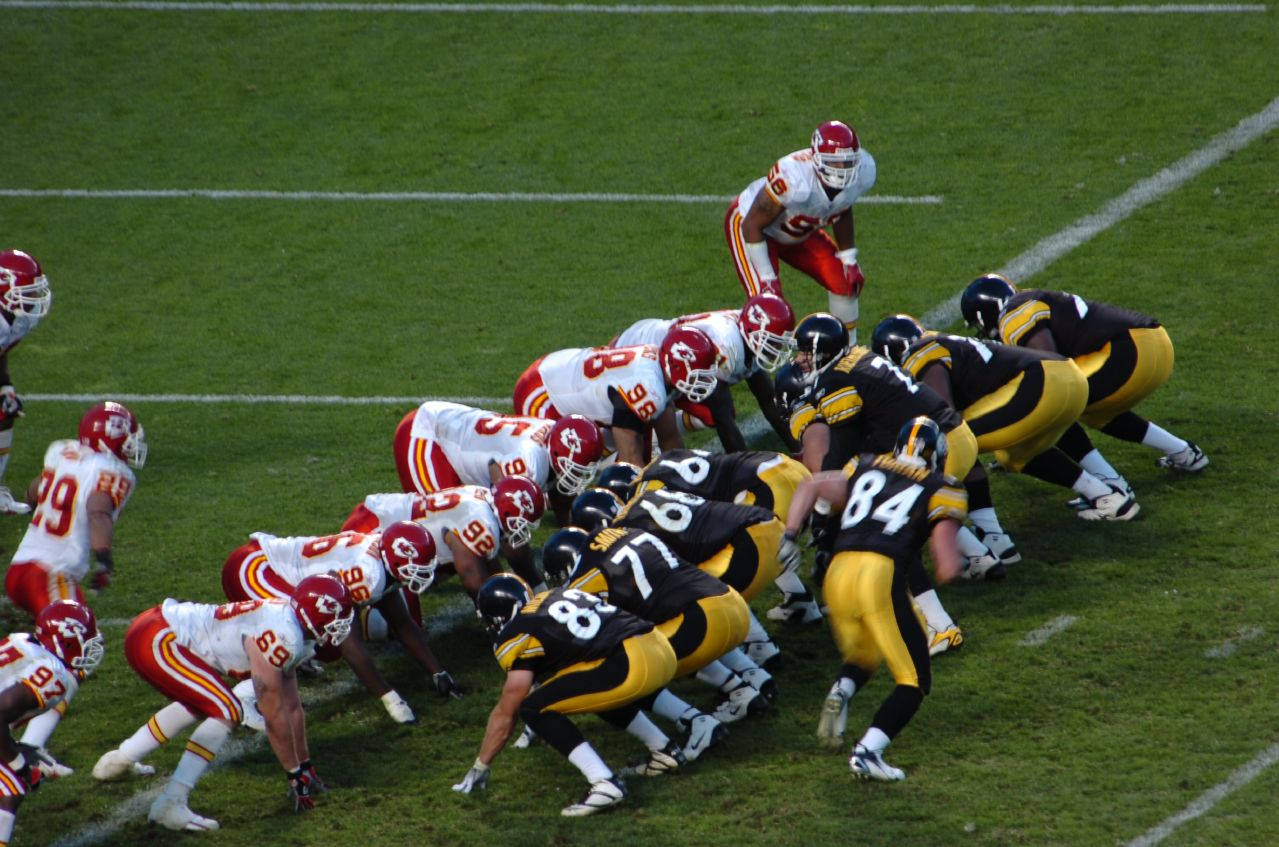
Los Kansas City Chiefs (en rojo) y los Pittsburgh Steelers (en negro) alineados para una jugada en la línea de gol

La goal line (o línea de gol) es la línea de tiza o pintura que divide la zona de anotación del resto del terreno de juego en el fútbol americano y fútbol canadiense. Es la línea que debe ser cruzada con el fin de anotar un touchdown.
Si alguna parte del balón llega a tocar o a atravesar cualquier parte del plano vertical de esta línea imaginaria, mientras el mismo balón esté dentro del terreno de juego y el mismo balón esté en posesión de un jugador cuyo equipo está avanzando hacia esa línea de gol, esto se considera un touchdown y se anotan seis puntos para el equipo cuyo jugador ha avanzado el balón, o ha recuperado el balón en esta posición. Esto es un contraste con otros deportes como el fútbol y el hockey sobre hielo, que requieren que el disco o el balón pase completamente sobre la línea de meta, para contar como una anotación.
Si cualquier jugador del equipo ofensivo hace o es forzado a hacer down por contacto mientras tiene posesión del balón dentro de su propia línea de gol, esto es llamado safety y se anotan dos puntos al equipo defensivo.
Si durante el curso del juego, un balón suelto pasa más allá de la línea de gol y es recuperado por el equipo que avanza hacia esa línea de gol, entonces es considerado un touchdown, o si es recuperado por el equipo que defiende esa línea de gol y hay un down por contacto, entonces es considerado como un touchback.